# Саньоане (Санта-Марта-де-Пенагиан)
Саньоане (порт. Sanhoane) — район (фрегезия) в Португалии, входит в округ Вила-Реал. Является составной частью муниципалитета Санта-Марта-де-Пенагиан. По старому административному делению входил в провинцию Траз-уж-Монтиш и Алту-Дору. Входит в экономико-статистический субрегион Доуру, который входит в Северный регион. Население составляет 422 человека на 2001 год. Занимает площадь 3,35 км².